# Russell Gaige
Russell Gaige est un acteur américain né le 4 mai 1894 à La Porte City, dans l'Iowa, et mort le 17 octobre 1974 à Los Angeles, en Californie (États-Unis).

## Filmographie selective

### Cinéma
- 1942 : Lune de miel mouvementée (Once Upon a Honeymoon) de Leo McCarey
- 1944 : Les Mains qui tuent (Phantom Lady) de Robert Siodmak
- 1944 : Le Président Wilson (Wilson) de Henry King
- 1953 : L'Éternel féminin (Forever Female) d'Irving Rapper
- 1954 : Des monstres attaquent la ville (Them!) de Gordon Douglas
- 1955 : La Guerre privée du major Benson (The Private War of Major Benson) de Jerry Hopper
- 1955 : La Main au collet (To Catch a Thief) d'Alfred Hitchcock
- 1955 : Le Bouffon du roi (The Court Jester) de Melvin Frank et Norman Panama

### Télévision
- 1953 : Schlitz Playhouse of Stars (série télévisée, 1 épisode)
- 1953 : The Ford Television Theatre (en) (série télévisée, 1 épisode)
- 1955 : Topper (série télévisée, 1 épisode)